# Fallstudie
Fallstudie (englisch case study) beschreibt hauptsächlich entweder eine Unterrichtsmethode  oder eine Forschungsmethode.
- Als Unterrichtsmethode wird bei einer Fallstudie dem oder den Lernenden ein „Fall“ vorgelegt, der eine problematische Situation (meist fiktiv oder historisch) schildert. Aufgabe ist es dann, eine Lösung zu erarbeiten.
- Als Forschungsmethode meint Fallstudie eine empirische Forschung, die einen Untersuchungsgegenstand in seinem realen Umfeld untersuchen soll. Dies wird z. B. in der Sozial- und medizinischen Forschung angewandt.

## Fallstudien in der Forschung

### Fallstudienanalyse
Nach Robert K. Yin ist eine Fallstudie eine empirische Erhebung, die ein Phänomen (den Fall) und den dazugehörigen Kontext untersucht. Sie wird angewendet um real beobachtbare (real-world) Fälle zu verstehen. Grundlegend sind die Eingrenzung eines oder mehrerer Fälle, vorbereitende theoretische Annahmen darüber, was erhoben werden soll, sowie ein ausreichender Feldzugang. Die Fallstudie berücksichtigt üblicherweise multiple Datenquellen (multiple sources of evidence), die durch Triangulation miteinander in Verbindung gebracht werden.
Yin unterscheidet sechs verschiedene Arten von Datenquellen im Rahmen von Fallstudien:
1. Dokumente (z. B. Schriftverkehr, Unternehmensleitbilder, Schwarze Bretter)
2. Archiveinträge (z. B. Zensusdaten, Marktdaten, Landkarten)
3. Interviews
4. Direkte Beobachtung
5. Teilnehmende Beobachtung
6. Artefakte (Alltagsgegenstände)

### Arten von Fallstudien in der Forschung
Wird der Fallstudienansatz als Forschungsmethode gewählt, so lassen sich laut Ridder (2017) (in ähnlicher Weise auch von Welch et al., 2011) grundsätzlich vier Arten von Fallstudien unterscheiden: Der erste Ansatz, der von Eisenhardt vertreten wird, geht davon aus, dass eine Fallstudie zunächst keine Theorie voraussetzt, die Durchführung der Fallstudie somit gewissermaßen unbelastet (und unbeeinflusst) von vorherigem Wissen ist. Beim zweiten Ansatz, der von Yin vertreten wird, geht es in einer Fallstudie darum, Auslassungen in vorhandenen Theorien zu füllen, gewissermaßen deren „Löcher zu stopfen“. Ein dritter Ansatz, vertreten u. a. von Stake, behandelt explizit die soziale Konstruktion der Wirklichkeit. Der vierte Ansatz, vertreten u. a. von Burawoy, zielt auf die Identifizierung von Anomalien. Hierbei ist zu beachten, dass der methodische Ablauf dieser vier Methoden sich z. T. erheblich voneinander unterscheidet. Die beiden erstgenannten Ansätze werden dem Positivismus zugeordnet und in den Wirtschafts- und Gesellschaftswissenschaften zunehmend kritisch betrachtet. Annahmen über Ontologie und Epistemologie entscheiden letztlich über die Wahl einer dieser vier Methoden. Vom Vorhergehenden zu unterscheiden sind Fallstudien als Unterrichtsmethode.

### Sozialwissenschaften
In der Sozialforschung dient die Fallstudie der Erforschung von Einzelpersonen oder Gruppen. Durch die Fallstudie versucht der Forscher, explorativ und beschreibend Aussagen über den Untersuchungsgegenstand zu erlangen.
Durch die Methode der Dichten Beschreibung wird versucht, ein holistisches Verständnis des Untersuchungsgegenstandes unter der Einbeziehung von so vielen als relevant erkannten Variablen wie möglich zu erreichen. Fallstudien werden mit Methoden der Ethnographie, Feldstudie und teilnehmenden Beobachtung in Verbindung gebracht.
Ob die dabei gewonnenen Erkenntnisse übertragbar sind bzw. zur Gewinnung repräsentativer Daten dienen können, hängt u. a. davon ab, welches Verhältnis von Allgemeinem und Besonderem zugrunde gelegt wird. Wird das Allgemeine dem Besonderen gegenübergestellt, dann liegt der Stellenwert der Fallanalyse der der Beschaffung von Hypothesen zu Beginn einer Forschung, die auf Generalisierung auf der Basis statistischer Repräsentativität angelegt ist (Hypothesengenerierungs-Modell). Umgekehrt zu dieser Position lassen sich Fallanalysen finden, in denen von allgemeinen Aussagen abgesehen wird. Es wird stattdessen die Auffassung vertreten, dass der Einzelfall sich selbst genüge (Sozialreportage-Modell).

## Fallstudien in der Lehre

### Geschichte
Die „Case Study Method“, also direkt übersetzt die Fallstudienmethode, hat ihren Ursprung in der Ausbildung von Studenten der Rechtswissenschaften an der Harvard Law School. Nach einem Bericht des Harvard Magazine aus dem Jahre 2003 von Davis A. Garvin, wurde die Fallstudie bereits im Jahre 1870 durch einen neuen Dozenten an der Law School eingeführt. Dieser war der Überzeugung, dass in den Rechtswissenschaften Gesetzmäßigkeiten herrschen, die durch praktische Gerichtssituationen an Beispielen induktiv vermittelt werden könnten. Er ersetzte die ursprüngliche Vortrags- und Drillmethode durch eine berufungsfähige, exemplarische Unterrichtsmethode, der Case Study Method. Der Dozent setzte zudem die sokratische Frage-Antwort-Technik ein, um sicherzustellen, dass die Unterrichtszeit effizient genutzt wurde.
Die Harvard Business School folgte im Jahre 1920 mit ersten Fallstudien. Der stellvertretende Dekan, ein Absolvent der Law School, setzte sich für die Einführung der Fallstudienmethode ein. Nachdem ein Professor überzeugt wurde, eine erste Sammlung von Fällen anzulegen, wurde die Sammlung durch zusätzliche Mittel des Dekans erweitert (ebd.). Heute zählt die Sammlung an Fallstudien an der Harvard Business School mehr als 1000 erprobte Exemplare.
Im Jahre 1985 folgte die Harvard Medical School der Case Study-Tradition. Auch hier war die Überzeugung, dass sich ganz typische und repräsentative Beispiele aus der Praxis gut eignen, um Studenten für die Praxis zu wappnen.

### Arten von Fallstudien in der Lehre
- Problemfindungsfall (Case Study Method)
- Entscheidungsfall (Case Method)
- Beurteilungsfall (Case Problem Method, Stated Problem Method)
- Informationsfall (Case Incident Method)
- Untersuchungsfall (Stated Problem Method)

Die Fallarten unterscheiden sich durch folgende Lerneffekte:
- Information: Die für die Falllösung relevanten Daten können vollständig, lückenhaft oder auch gar nicht gegeben sein.
- Problem: Das der Fallstudie zugrunde liegende Problem bzw. die zugrunde liegenden Probleme können ausdrücklich benannt werden. Im Gegensatz dazu kann aber auch der Lernende gefordert sein, die Probleme eigenständig zu erkennen und ihre Relevanz abzuwägen.
- Lösung: Lösungsalternativen sind vom Lernenden zu suchen, er kann aufgefordert sein, sich für eine zu entscheiden. Ebenso kann aber die Lösung vorweggenommen und zum Diskussionsgegenstand gemacht werden.

### Fallstudie zur Problemlösung in der Lehre
Eine Fallstudie ist hier vergleichbar mit einer Art Schauspiel mit anschließender Auswertung. Es gibt Rollen für Mitwirkende, und es wird eine Situation oder ein (Problem-)Fall angenommen, in der bzw. dem die Personen im Rahmen ihrer zugewiesenen Fähigkeiten und Handlungsfreiheiten eine Lösung erarbeiten. Das Ziel ist das Finden einer Lösung für ein Problem, welches bisher nicht oder nur unzureichend beobachtet wurde.

### Handlungs- und Entscheidungstheorie in der Lehre
Um den Unterricht der Jugendlichen- wie der Erwachsenenbildung zu bereichern, werden häufig Fallstudien eingesetzt. Die Lösung wird dabei in der Regel offengelassen, die Lernenden sollen selbst ein plausibles Ergebnis erarbeiten. Auch gibt es Fallstudien, welche die Lösung mitliefern und die Lernenden zur Diskussion darüber und zur Suche nach Alternativen ermuntern sollen. Eine Fallstudie (Fall, Case, Case Study) ist daher eine für Unterrichtszwecke erstellte Schilderung einer Situation und ihrer Einflussfaktoren, welche sowohl die aktive Auseinandersetzung mit dem Inhalt als auch konkretes Handeln des Lernenden bezweckt. Eine solche Fallstudie ist daher nicht Synonym für Beispiel.

### Fallstudien in Personalauswahlverfahren
Eine Fallstudie kann Teil eines Personalauswahlverfahrens sein, z. B. im Assessment-Center. Dabei werden dem Bewerber ein oder mehrere fach- und berufsbezogene Fälle vorgelegt, die er innerhalb einer knapp bemessenen Zeitspanne lösen soll. Dabei wird zwischen so genannten Kurzfällen und längeren Fallstudien unterschieden. Bei den Kurzfällen erhält der Kandidat mehrere kürzere Problemstellungen, die nacheinander abgearbeitet werden sollen. Bei einer längeren Fallstudie erhält der Bewerber umfassendes Informationsmaterial zu einem komplexen Problem, das der Lösungsfindung dienen soll. Mit dieser Methode sollen die Stressresistenz, Problemlösungskompetenz und die fachlichen Qualifikationen des Bewerbers in der praktischen Anwendung überprüft werden.

### Betriebswirtschaftslehre
Betriebswirtschaftliche Fallstudien ermöglichen dem Leser einzelne betriebswirtschaftliche Funktionen (z. B. Einkauf, Produktion, Verkauf, Finanzierung, Personalwirtschaft etc.) anhand möglichst realitätsnaher Fallschilderungen (i. d. R. zu einem fiktiven Unternehmen) in einem Gesamtzusammenhang zu erfassen. Betriebswirtschaftliche Fallstudien können als Ergänzung zum Unterricht bzw. zu Vorlesungen eingesetzt werden.

### Einzelfallstudie
Einzelfallstudien finden ihren Zweck vor allem in neuen, noch unentdeckten Gebieten. Sie dienen der Erforschung von Einzelfällen, wobei dies nicht zwingend bedeutet, dass es sich um nur eine Einzelperson, Personengruppen oder ganze Gesellschaften handelt. Einzelanalysen umfassen das gesamte Spektrum an Handlungen sowie soziale Prozesse, um zu erklären, wie es zu einem einzigartigen Vorfall kommen kann. Bei der Einzelfallstudie (Case Study) handelt es sich um eine umfangreiche Forschungsstrategie.
Diese Methode hat in der pädagogischen wie auch in der psychologischen Forschung lange Tradition, sowie in der empirischen Sozialforschung, wenn komplexe Themenstellungen behandelt werden. Ebenfalls wird im Bereich Evaluations-, Biographie-, Stadt- oder auch Organisationsforschung damit gearbeitet.
Da es sich um eine qualitative Forschung handelt, gelten Anforderungen an die Reflektiertheit, Strukturierung und Dokumentation des Forschungsprozesses.
- Objektivität: Kontrollierbarkeit herstellen
- Validität der Konstrukte: mehrere Datenquellen verwenden, Triangulierung, Begutachtung des Berichts durch Probanden
- Interne Validität: Berücksichtigung von alternativen/gegensätzlichen Interpretationen und Theorien, logische Modelle
- Externe Validität: theoriegeleitet vorgehen, Replikationslogik verwenden, Feedback-Schleifen
- Reliabilität: Protokollführung, Datenbank
- Utilität: Aufwand und Nutzen kontrollieren

In der Praxis wird das Kriterium der Objektivität als erfüllt angesehen, wenn eine Arbeit transparent und kontrollierbar gestaltet wird. Validität wird differenziert nach Konstruktvalidität sowie interner und externer Validität. Konstruktvalidität ist gegeben, wenn die richtigen Konstrukte und Messgrößen für das zu untersuchende Phänomen gefunden werden. Dies kann bereits während der Datenerhebungsphase sichergestellt werden, durch Nutzung mehrerer Datenquellen. Ausführliche Dokumentation und eine abschließende Kontrolle durch die Probanden tragen ebenfalls zur Validität bei – Artikulation von Unstimmigkeiten. Zur Sicherstellung der internen Validität muss überprüft werden, ob korrekte Ursache-Wirkungs-Schlüsse gezogen wurden. Dafür ist ein systematischer und transparenter Mustervergleich und der Aufbau logischer Modelle in der Analysephase nützlich. Externe Validität ist die Frage nach der Generalisierbarkeit. Die Reliabilität oder Wiederholbarkeit wird gewährleistet durch das Aufstellen und Befolgen des Forschungsprotokolls sowie die Archivierung von allen Daten in einer Datenbank. Überlegungen zur Utilität oder Wirtschaftlichkeit.

#### Arbeitsschritte
1. Rahmenbedingungen müssen erarbeitet werden
2. Ein Ziel muss festgelegt werden
3. Relevante Literatur soll überprüft und analysiert werden
4. Hinterfragen, ob die Einzelfallstudie das korrekte Format ist
5. Datensammeln wie z. B. Interviews, Beobachtungen, Expertengespräche, Artefakte, Archivdaten
6. Daten vergleichen, nach Übereinstimmungen und Unterschieden untersuchen
7. Ergebnisse aus Studien, Empirischen Erhebungen sowie Theorien analysieren und vergleichen
8. Ergebnisse auf Korrektheit/Viabilität untersuchen
9. Inhalte zusammenfassen, Fazit erstellen, Lösung präsentieren, Forschungsfrage wenn möglich beantworten
10. Vorgehensweise, Probleme beim Erstellen sowie etwaige Kritikpunkte erklären und beschreiben
11. Kontrolle, ob Gütekriterien erfüllt wurden und Kontrolle der wissenschaftlichen Qualität, Wiederholbarkeit der Studie feststellen
12. Der untersuchte Bereich muss stets hinterfragt und überprüft werden, um gegebenenfalls verbessert, erweitert oder korrigiert werden zu können.

### Fallstudien im Referenzmarketing
Fallstudien werden in etwas abgewandelter Form im Referenzmarketing verwendet. Hier wird ein Projekt eines Referenzkunden mit der Schilderung der Ausgangssituation, den Lösungsansätzen und der umgesetzten Lösung dargestellt. Normalerweise kommt ausschließlich der Referenzkunde zu Wort. Hier steht die Bewerbung einer Dienstleistung oder eines Produkts im Vordergrund, weniger die neutrale Untersuchung des Problemfalls.

### Fallstudien im Unterricht
- Franz-Josef Kaiser: Grundlagen der Fallstudiendidaktik – Historische Entwicklung – Theoretische Grundlagen – Unterrichtliche Praxis. In: Franz-Josef Kaiser (Hrsg.): Die Fallstudie – Theorie und Praxis der Fallstudiendidaktik. Band 6, Bad Heilbrunn, 1983, S. 9–34
- Franz-Josef Kaiser und H. Kaminski: Methodik des Ökonomie-Unterrichts. Grundlagen eines handlungsorientierten Lernkonzepts. Bad Heilbrunn 1999
- Davis A. Garvin: Making The Case. In: Harvard Magazine. Heft 106, 2003, S. 56 ff.
- Peter Heimerl und Oliver Loisel: Lernen mit Fallstudien in der Organisations- und Personalentwicklung. Anwendungen, Fälle und Lösungshinweise. Linde, Wien 2005.
- Michael Bannach: Selbstbestimmtes Lernen. Baltmannsweiler 2002, S. 141ff.
- R. W. Scholz, D. J. Lang, A. Wiek, A. I. Walter und M. Stauffacher: Transdisciplinary Case Studies as a Means of Sustainability Learning. Historical Framework and Theory. In: International Journal of Sustainability in Higher Education. Band 7, Nr. 3, 2006, S. 226–251.